# Nuuanu castellana
Nuuanu castellana is een vlokreeftensoort uit de familie van de Nuuanuidae. De wetenschappelijke naam van de soort is voor het eerst geldig gepubliceerd in 1977 door Griffiths.